# Friedrich Ernst Ruhkopf
Friedrich Ernst Ruhkopf (auch: Friedericus Ernestus Ruhkopf * 1. Oktober 1760 in Soßmar; † 2. Januar 1821 in Hannover) war ein deutscher klassischer Philologe und Historiker, Lehrer und Gymnasialdirektor und Autor.

## Leben

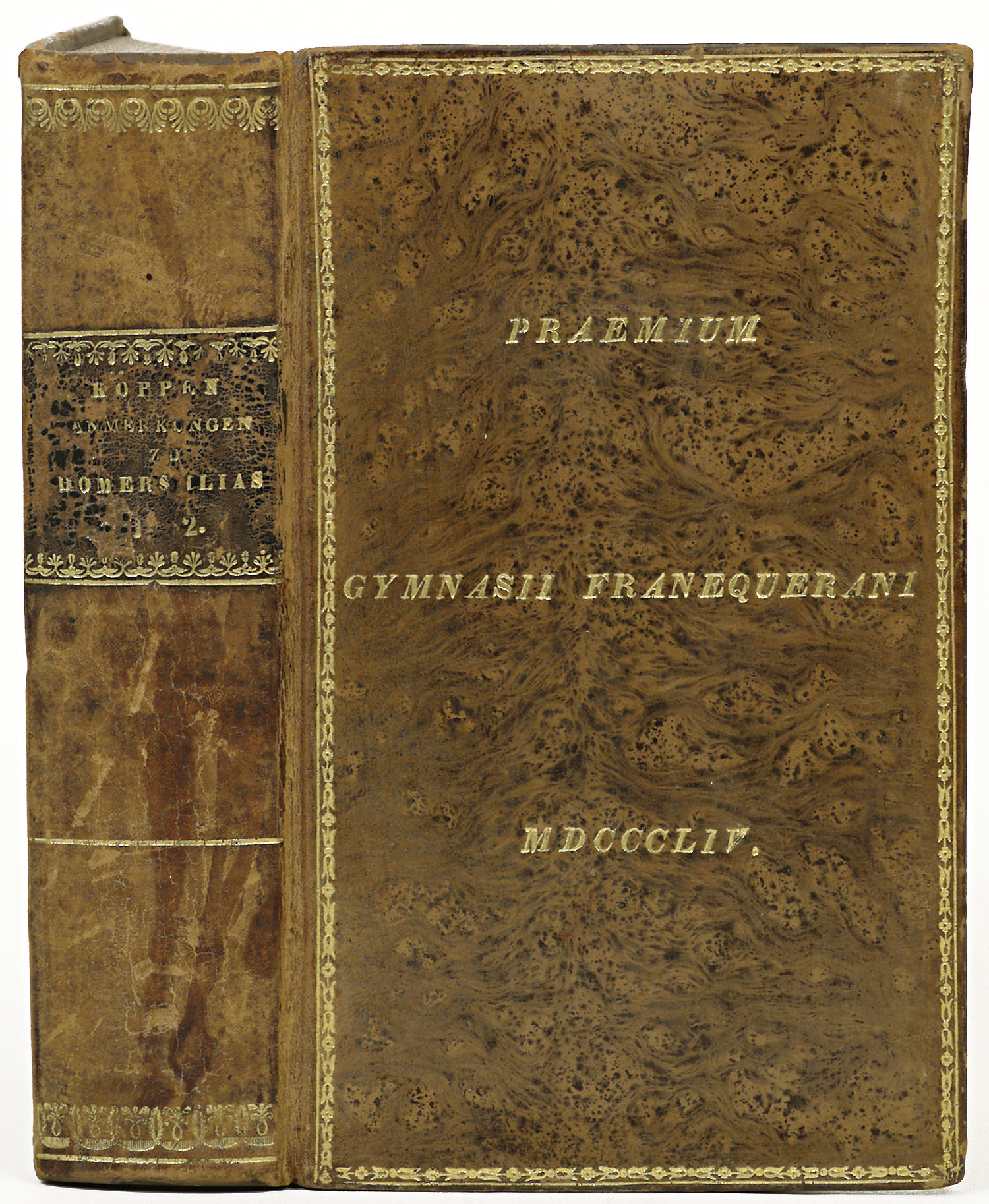
Goldgeprägter Ledereinband von J. H. J. Köppens Erklärende Anmerkungen zu Homers Ilias … vermehrt von Friedrich Ernst Ruhkopf, mehrbändig, unter anderem Hannover: Hahnschen Hof-Buchhandlung (Rittersche Buchhandlung, 1804 bis 1810);
Koninklijke Bibliotheek (Niederlande)

Friedrich Ernst Ruhkopf wurde zur Zeit des Kurfürstentums Hannover 1760 als einer von mehreren Söhnen – darunter Karl Heinrich Ruhkopf – des im Amt Peine tätigen katholischen Predigers Ruhkopf geboren, bevor dieser kraft des Patronatsrechtes durch den Bischof von Hildesheim nach Eschershausen versetzt wurde.
1785 nahm Ruhkopf zunächst eine Stelle als Hauslehrer in Halle (Saale) an, wo er in intensive Kommunikation mit dem dort tätigen Altphilologen und Altertumswissenschaftler Friedrich August Wolf trat und an der dortigen Universität am 6. Juni des Jahres seinen philosophischen Doktortitel erwarb.
Seine eigentliche Laufbahn als Lehrer begann Friedrich Ernst Ruhkopf im Jahr 1786 in Neuruppin an der dortigen Gelehrtenschule, bevor er als Direktor in Bielefeld und Hannover tätig wurde.
Seine Tochter war die Kinderbuch-Autorin Julie Ruhkopf (1799–1880).

## Schriften (Auswahl)
- Geschichte des Schul- und Erziehungs-Wesens in Deutschland / von der Einführung des Christenthums bis auf die neuesten Zeiten. Bremen 1794.
- Über einige vorzügliche Eigenschaften einer öffentlichen guten Stadtschule, zunächst in Einsicht der Nichtstudierenden. Eine Einladungsschrift zu den öffentlichen Schulprüfung … Honäus, Bielefeld 1795 (31 Seiten)
- L. Annaei Senecae philosophi opera omnia quae supersunt. Recognovit et illustravit Fridericus Ernestus Ruhkopf. 5 Bände, Weidmann, Leipzig 1797–1811.
- Corpus historicorum latinorum / cura et studio Frider. Ernest. Ruhkopf, Joach. Diteric. Godofr. Seebode;
  - De regionibus urbis romae libeilum / Sextus Rufus. Nunc primum sep. ed. … Guiliemus Münnich. Hahn, Hannover 1815.
  - Breviarium rerum gestarum populi Romani / Sextus Rufus. Lect. varietate adiecta rec. Guilielmus Münnich. Hahn, Hannover 1815.
  - Breviarium historiae romanae / Eutropius. Recogn. … Georg. Frid. Wilhelm Grosse. 2. Auflage, Hahn, Leipzig 1825.
- Richard Payne Knight, Friedrich E. Ruhkopf: Prolegomena ad Homerum sive de carminum Homericorum origine auctore et aetate, itemque de priscae linguae progressu et praecoci maturitate. Hahn, Leipzig 1816.
- Über Homers Leben und Gesänge. Einleitung in die erklärenden Anmerkungen zum Homer / von Johann Heinrich Just Köppen / nach dessen Tode durchgesehen und verbessert von D. Friedrich Ernst Ruhkopf. Hahnsche Hofbuchhandlung, Hannover 1821 (Digitalisat des Münchener Digitalisierungszentrums).
- Friedrich E. Ruhkopf: Lateinisch-deutsches und deutsch-lateinisches Schulwörterbuch. Leipzig 1822.